# جدایی (فیلم ۲۰۰۶)
جدایی (به انگلیسی: The Break-Up) فیلمی محصول سال ۲۰۰۶ و به کارگردانی پیتون رید است. در این فیلم بازیگرانی همچون وینس وان، جنیفر آنیستون، جوی لورن آدامز، آن مارگرت، جودی دیویس، وینسنت دن آفریو، جان فاورو، کی‌یر او دانل، جان مایکل هیگینز، جاستین لانگ، جیسون بیتمن، مری پت-گرین، جف استالتس و زاک شادا ایفای نقش کرده‌اند.